# Лисия
Лисия (болг. Лисия) — село в Благоевградской области Болгарии. Входит в состав общины Благоевград. Находится примерно в 16 км к западу от центра города Благоевград. По данным переписи населения 2011 года, в селе  проживало 11 человек, преобладающая национальность — болгары.

## Население
| Год     | 1934 | 1946 | 1956 | 1965 | 1975 | 1985 | 1992 | 2001 | 2011 |
| ------- | ---- | ---- | ---- | ---- | ---- | ---- | ---- | ---- | ---- |
| Жителей | 785  | 797  | 765  | 203  | 62   | 31   | 27   | 31   | 11   |

|  |